# الجمعية الطبية الأمريكية
الجمعية الطبية الأمريكية (بالإنجليزية: American Medical Association)‏ هي جمعية مهنية ومجموعة ضغط أطباء وطلاب طب أمريكية. تأسست هذه الجمعية في عام 1847 في شيكاغو بالولايات المتحدة.